# قائمة معدلات الوفيات الناجمة عن الأمراض البشرية
تُوصف الأمراض المعدية البشرية بمعدل الوفيات التي تُسبّبها CFR، أي نسبة الأشخاص الذين شُخّصت إصابتهم بمرضٍ معيّن ويموتون بسببه (راجع معدل الوفيات). لا ينبغي الخلط بينه وبين معدل الوفيات الناجمة عن العدوى IFR، وهو النسبة المقدرة للأشخاص المصابين بعامل مسبب للمرض، بما في ذلك العدوى بدون أعراض وغير المشخصة، والذين يموتون بسبب المرض. لا يمكن أن يكون معدل معدل الوفيات الناجمة عن العدوى أعلى من معدل معدل إماتة الحالات وغالبًا ما يكون أقل بكثير، ولكن من الصعب أيضًا حسابه. تعتمد هذه البيانات على المرضى الذين تلقوا العلاج الأمثل وتستبعد الحالات المعزولة أو الفاشيات البسيطة، ما لم يُشار إلى خلاف ذلك.
|  | لا يوجد علاج أو شفاء |  | مرض فيروسي  |
|  | لا يوجد علاج         |  | مرض بكتيري  |
|  | غير ملقح             |  | مرض الأميبا |
|  | غير معالج            |  | مرض فطري    |
|  | مُلقّح/مُعالج           |  | مرض طفيلي   |
|  | العدوى المشتركة      |  | بريون       |

| المرض                                                        | النوع               | مرحلة العلاج                                                    | معدل إماتة الحالات                                           | ملاحظات | المصدر                               |
| ------------------------------------------------------------ | ------------------- | --------------------------------------------------------------- | ------------------------------------------------------------ | --- | ------------------------------------ |
| اعتلال دماغي إسفنجي قابل للانتقال                            | بريون               | لا يوجد علاج أو شفاء                                            | 100%                                                         | تشمل مرض كروتزفيلد جاكوب وجميع متغيراته والأرق المميت وكورو وداء غيرستمان-ستراوس ومرض البروتينات القابلة للتحلل المتغيرة، وغيرها. | لا توجد حالات للنجاة، وهو قاتل حتمي. |
| داء الكلب                                                    | فايروسي             | غير ملقّح                                                        | ≈100%                                                        | يمكن الوقاية منه باللقاح والعلاج الوقائي بعد التعرض للفيروس ولكن بمجرد ظهور الأعراض، لا يوجد علاج، ومعدل الوفيات يتجاوز 99%. الأشخاص الأربعة المعروفين الذين نجوا كانوا قد تلقوا اللقاح في وقت متأخر، بعد ظهور الأعراض؛ ومؤخراً، نجت على الأقل 3 أفراد بعد وضعهم في غيبوبة طبية مُحفَّزة، ومع ذلك، تم التشكيك في هذا البروتوكول لاحقًا. | ذُكرت نجاة 29 حالة.[بحاجة لمصدر]      |
| طاعون رئوي                                                   | بكتيري              | غير ملقّح وغير معالج                                             | ≈100%                                                        | | :58                                  |
| عدوى فيروس نيباه                                             | فايروسي             | غير مُعالج                                                       | 100%                                                         | تنخفض النسبة إلى 40-75% إذا أُخذ العلاج. |                                      |
| داء المثقبيات الإفريقي                                       | طفيلي (أولي)        | غير مُعالج                                                       | >99%                                                         | يكون هذا المرض قاتلاً بدون علاج. | [ 9 ]                                |
| داء الليشمانيات الحشوي                                       | طفيلي (ديدان)       | غير مُعالج                                                       | >99%                                                         | | [ 10 ]                               |
| التهاب السحايا والدماغ الأميبي الأولي                        | أميبي               | غير مُعالج                                                       | ≈98.5%                                                       | سُجّلت 157 حالة إصابة بالعدوى في الولايات المتحدة من 1962 إلى 2022، ونجا 4 فقط من المرض. أظهرت مجموعة من الأدوية فعالية في الناجين. | [ 11 ]                               |
| رعام، إنتان                                                  | بكتيري              | غير مُعالج                                                       | 95%                                                          | تنخفض النسبة بشكل كبير إلى أكثر من 50% مع العلاج. | [ 12 ]                               |
| الجدري، تحديدًا النوع الخبيث (المسطح) أو النوع النزفي.        | فايروسي             | غير مُعالج                                                       | ≈95%                                                         | انخفضت النسبة انخفاضًا كبيرًا وصل إلى 10% مع العلاجات الفعالة. استئصال الأمراض المعدية. | :28                                  |
| التهاب الدماغ الأميبي الحبيبي                                | أميبي               | لا يوجد علاج                                                    | 90%                                                          | 150 حالة في جميع أنحاء العالم، أقل من 10 ناجين. | [ 15 ] [ 16 ]                        |
| إيدز                                                         | فايروسي             | غير مُعالج                                                       | 90%                                                          | | :1                                   |
| جمرة خبيثة                                                   | بكتيري              | غير ملقّح وغير معالج                                             | > 85%                                                        | تؤدي العلاجات المبكرة إلى خفض معدل الوفيات إلى 45% كما هو مُلاحظ في هجمات عام 2001 الجمرة الخبيثة. يمكن أن تقلل الأجسام المضادة أحادية النسيلة من هذا المعدل بشكل أكبر. | :88                                  |
| Lujo virus                                                   | فايروسي             |                                                                 | 80%                                                          | | [ 18 ]                               |
| هربس ب (فيروس)                                               | فايروسي             | غير مُعالج                                                       | ≈80%                                                         | يمكن أن يُحسِّن العلاج المبكر، بما في ذلك آسيكلوفير من التوقعات. | [ 19 ]                               |
| داء الرشاشيات                                                | فطري                | عدوى انتهازية مع داء الانسداد الرئوي المزمن والسل وضعف المناعة. | [50–90]%                                                     | | [ 20 ]                               |
| جدري الماء، لدى النساء الحوامل.                              | فايروسي             | غير ملقّح                                                        | > 65%                                                        | انتهى أو قُضي عليه. | :88                                  |
| إتش 5 إن 1                                                   | فايروسي             |                                                                 | ≈53%                                                         | | [ 21 ]                               |
| فطار عفني (الفطر الأسود)                                     | فطري                |                                                                 | [40–80]%                                                     | | [ 22 ]                               |
| تولاريميا (رئوي)                                             | بكتيري              | غير مُعالج                                                       | ≤ 60%                                                        | | :78                                  |
| مرض فيروس إيبولا، تحديدًا فيروس إيبولا زائير                  | فايروسي             | غير ملقّح وغير معالج                                             | [25–90]%                                                     | تحسنت التوقعات بفضل العلاجات الداعمة المبكرة كما لوحظ في وباء إيبولا في غرب إفريقيا وتفشي الإيبولا في كيفو. | [ 23 ] [ 24 ]                        |
| داء فيروس ماربورغ، جميع التفشيات مجتمعة                      | فايروسي             | غير مُعالج                                                       | [23–90]%                                                     | 23% في عام 1967 عندما عُرِف المرض أول مرة و90% في 2004-2005 عندما حدث أسوأ تفشٍ للمرض. أظهر علاج غاليديسيفير تجاوبًا في علاج الفيروسات خيطية. | [ 25 ] [ 26 ]                        |
| داء المستخفيات                                               | فطري                | عدوى مشتركة مع فيروس نقص المناعة البشرية.                       | [40–60]%                                                     | معدل الوفيات خلال 6 أشهر يبلغ 60% أو أكثر مع العلاج القائم على الفلوكونازول و40% مع العلاج القائم على الأمفوتيريسين في الدراسات البحثية في الدول ذات الدخل المنخفض والمتوسط. | [ 27 ]                               |
| جمرة خبيثة                                                   | بكتيري              | غير ملقّح وغير معالج                                             | > 50%                                                        | | :27                                  |
| كزاز، عامة                                                   | بكتيري              | غير ملقّح وغير معالج                                             | 50%                                                          | ينخفض معدل الوفيات [10–20]% مع العلاج الفعال. | [ 28 ]                               |
| سل                                                           | بكتيري              | مُلقّح                                                            | 43%                                                          | طُوّرت لقاحات، لكنها غالبًا رُفِضت بسبب وجود اختبارات مثيرة للجدل وغير مناسبة على السكان الأفارقة. | [ 29 ]                               |
| طاعون إنتان الدم                                             | بكتيري              | غير ملقّح وغير معالج                                             | [30–50]%                                                     | | :58                                  |
| Baylisascariasis                                             | طفيلي (دودة طفيلية) |                                                                 | ≈40%                                                         | عند الإصابة بهذا الطفيلي من الضروري تلقي العلاج المبكر من أجل البقاء، وقد وُثّقت حالتين فقط حصلت على الشفاء التام. | [ 30 ]                               |
| فيروسات هانتا                                                | فايروسي             |                                                                 | 36%                                                          | ريبافيرين قد يكون هناك متلازمة فيروس هانتا الرئوية (HPS) والحمى النزفية المصحوبة بالمتلازمة الكلوية (HFRS)، لكن فعاليته تظل غير معروفة. ومع ذلك، لا يزال من الممكن حدوث شفاء تلقائي مع العلاج الداعم. |                                      |
| متلازمة الشرق الأوسط التنفسية (MERS)                         | فايروسي             |                                                                 | 34%                                                          | أظهر غاليديسيفير استجابةً في علاج الفيروسات تاجية | [ 31 ]                               |
| التهاب الدماغ الخيلي الشرقي                                  | فايروسي             |                                                                 | ≈33%                                                         | | [ 32 ]                               |
| طاعون دملي                                                   | بكتيري              | غير ملقّح وغير معالج                                             | [5–60]%                                                      | | :57                                  |
| جمرة خبيثة                                                   | بكتيري              |                                                                 | [10–50]%                                                     | | :27                                  |
| جدري، الجدري الكبير                                          | فايروسي             | غير ملقّح                                                        | 30%                                                          | | :88                                  |
| جدري الماء، في الأطفال حديثي الولادة                         | فايروسي             | غير مُعالج                                                       | ≈30%                                                         | تُصاب الأمهات بالمرض قبل الولادة بخمسة أيام أو بعد الولادة بيومين. | :110                                 |
| حمى الضنك                                                    | فايروسي             | غير مُعالج                                                       | 26%                                                          | حمى الضنك النزفية وتُعرف أيضًا بالضنك الشديد. | [ 34 ]                               |
| فيروس التهاب دماغ وادي موراي [الإنجليزية]                    | فايروسي             | لا يوجد علاج                                                    | [15–30]%                                                     | لا يوجد علاج محدد؛ وعادةً ما يتضمن الرعاية الداعمة. | [ 35 ]                               |
| متلازمة فيروس هانتا الرئوية (HPS)                            | فايروسي             | غير مُعالج                                                       | ≈21%                                                         | أظهر غاليديسيفير استجابةً في علاج فيروسات البانيا ‏ | [ 36 ]                               |
| تولاريميا، تيفوئيدي                                          | بكتيري              | غير مُعالج                                                       | [3–35]%                                                      | | :77                                  |
| داء البريميات                                                | بكتيري              |                                                                 | <[5–30]%                                                     | | :352                                 |
| مرض المكورات السحائية                                        | بكتيري              | غير ملقّح وغير معالج                                             | [10–20]%                                                     | | [ 37 ]                               |
| حمى التيفوئيد                                                | بكتيري              | غير ملقّح وغير معالج                                             | [10–20]%                                                     | | :665                                 |
| داء الفيالقة                                                 | بكتيري              |                                                                 | ≈15%                                                         | | :665                                 |
| متلازمة تنفسية حادة وخيمة                                    | فايروسي             |                                                                 | 11%                                                          | أظهر غاليديسيفير استجابةً في علاج الفيروسات تاجية. | [ 38 ]                               |
| داء الشعاريات المعوي                                         | طفيلي (أوالي)       | غير مُعالج                                                       | ≈10%                                                         | | [ 39 ]                               |
| داء الليشمانيات الحشوي                                       | طفيلي (ديدان)       |                                                                 | ≈10%                                                         | | [ 40 ]                               |
| تسمم سجقي                                                    | تسمم بكتيري         | مُعالج                                                           | < 10%                                                        | يُعتقد أن نسبة الوفيات بسبب التسمم السجقي غير المعالج تبلغ ≈50%. | [ 41 ]                               |
| خناق، مرض تنفسي                                              | بكتيري              | غير ملقّح وغير معالج                                             | ≈[5-10]%                                                     | | [ 42 ]                               |
| حمى صفراء                                                    | فايروسي             | غير ملقّح                                                        | 7.5%                                                         | | [ 43 ]                               |
| سعال ديكي، الرضّع في الدول النامية.                           | بكتيري              | غير ملقّح                                                        | ≈3.7%                                                        | | :456                                 |
| جدري، جدري                                                   | فايروسي             | مُلقّح                                                            | 3%                                                           | | :88                                  |
| كوليرا، في إفريقيا                                           | بكتيري              |                                                                 | ≈[2–3]%                                                      | قد تكون النسبة أقل من 1% مع العلاج المناسب، بينما قد تصل إلى 50% بغير علاج. | [ 44 ] [ 45 ] [ 46 ] [ 47 ] [ 48 ]   |
| الإنفلونزا الإسبانية                                         | فايروسي             | مُعالج                                                           | [2.5-9.7]%                                                   | يختلف حسب السكان، إذ يصل إلى 22% في ساموا الغربية. | [ 49 ] [ 50 ] [ 51 ]                 |
| داء الأسطوانيات (توضيح)                                      | طفيلي (أوالي)       |                                                                 | ≈2.4%                                                        | من حالات هاواي. | [ 52 ]                               |
| حصبة، في الدول النامية                                       | فايروسي             | غير ملقّح                                                        | ≈[1–3]%                                                      | قد تصل إلى [10–30]% في بعض المناطق. | :431                                 |
| داء البروسيلات                                               | بكتيري              | غير مُعالج                                                       | ≤ 2%                                                         | | :87                                  |
| التهاب الكبد أ، البالغون الذين تزيد أعمارهم عن 50 سنة.       | فايروسي             | غير ملقّح                                                        | ≈1.8%                                                        | | :278                                 |
| مرض فيروس كورونا 2019 (COVID-19)                             | فايروسي             | غير مُلقّح و/أو مُعالج بعلاجات غير محددة                           | 0.5-2%                                                       | يعتمد اعتمادًا كبيرًا على الفئة العمرية للشخص، فقد كانت سلالات COVID-19 السابقة تتميز بمعدل وفيات أعلى يبلغ حوالي 2%. | [ 55 ]                               |
| حمى لاسا                                                     | فايروسي             | مُعالج                                                           | ≈1%                                                          | 15% بين المرضى المقيمين في المستشفى؛ أعلى في بعض الأوبئة. | [ 56 ]                               |
| نكاف                                                         | فايروسي             | غير ملقّح                                                        | ≈1%                                                          | | :431                                 |
| سعال ديكي، الأطفال في الدول النامية.                         | بكتيري              | غير ملقّح                                                        | ≈1%                                                          | للأطفال الذين تتراوح أعمارهم بين 1 إلى 4 سنوات. | :456                                 |
| جدري، جدري                                                   | فايروسي             | غير ملقّح                                                        | 1%                                                           | | :87–88                               |
| فيروس التهاب دماغ الحصان الفنزويلي                           | فايروسي             |                                                                 | < 1%                                                         | | :97–98                               |
| جمرة خبيثة                                                   | بكتيري              |                                                                 | < 1%                                                         | | :27                                  |
| الإنفلونزا الموسمية، في جميع أنحاء العالم.                   | فايروسي             | غير مُلقّح إلى حد كبير، مُعالج                                     | < 0.1–0.5%[إخفاق التحقق]                                     | يعتمد اعتمادًا كبيرًا على الفئة العمرية للأشخاص. | [ 57 ]                               |
| ملاريا                                                       | طفيلي (ديدان)       |                                                                 | ≈0.3%                                                        | | [ 58 ]                               |
| التهاب الكبد أ                                               | فايروسي             | غير ملقّح                                                        | [0.1–0.3]%                                                   | | :278                                 |
| شلل الأطفال                                                  | فايروسي             | دون دعم تنفسي صناعي                                             | ≈0.1%، وتختلف حسب العمر: 2-5% للأطفال، وحتى 15-30% للبالغين. | 0.5% من المصابين يُصابون بالشلل. ويُتوفى من بين هؤلاء حوالي [10–20]%. | [ 59 ] [ 60 ]                        |
| فيروس الإنفلونزا أ H2N2                                      | فايروسي             |                                                                 | ≈0.1%                                                        | | [ 61 ]                               |
| فيروس الإنفلونزا أ H3N2                                      | فايروسي             |                                                                 | ≈0.1%                                                        | | [ 61 ]                               |
| فيروس إنفلونزا أ، جائحة                                      | فايروسي             |                                                                 | < 0.1%                                                       | | [ 49 ]                               |
| جدري الماء، في البالغين                                      | فايروسي             | غير ملقّح                                                        | 0.02%                                                        | | :110                                 |
| مرض اليد والقدم والفم، الأطفال الذين تقل أعمارهم عن 5 سنوات. | فايروسي             |                                                                 | 0.01%                                                        | | [ 62 ]                               |
| جدري الماء، الأطفال                                          | فايروسي             | غير ملقّح                                                        | 0.001%                                                       | | :110                                 |